# 尤里卡縣
尤里卡縣（英語：Eureka County）是美国内华达州中部的一個縣，面積10,826平方公里。根據2020年美國人口普查，本縣共有人口1,855人。本縣縣治為尤里卡（Eureka）。
本縣於1873年3月1日成立，縣名是希腊语「我找到了」的意思，源自早期開礦者發現銀礦的歡呼。

## 地理

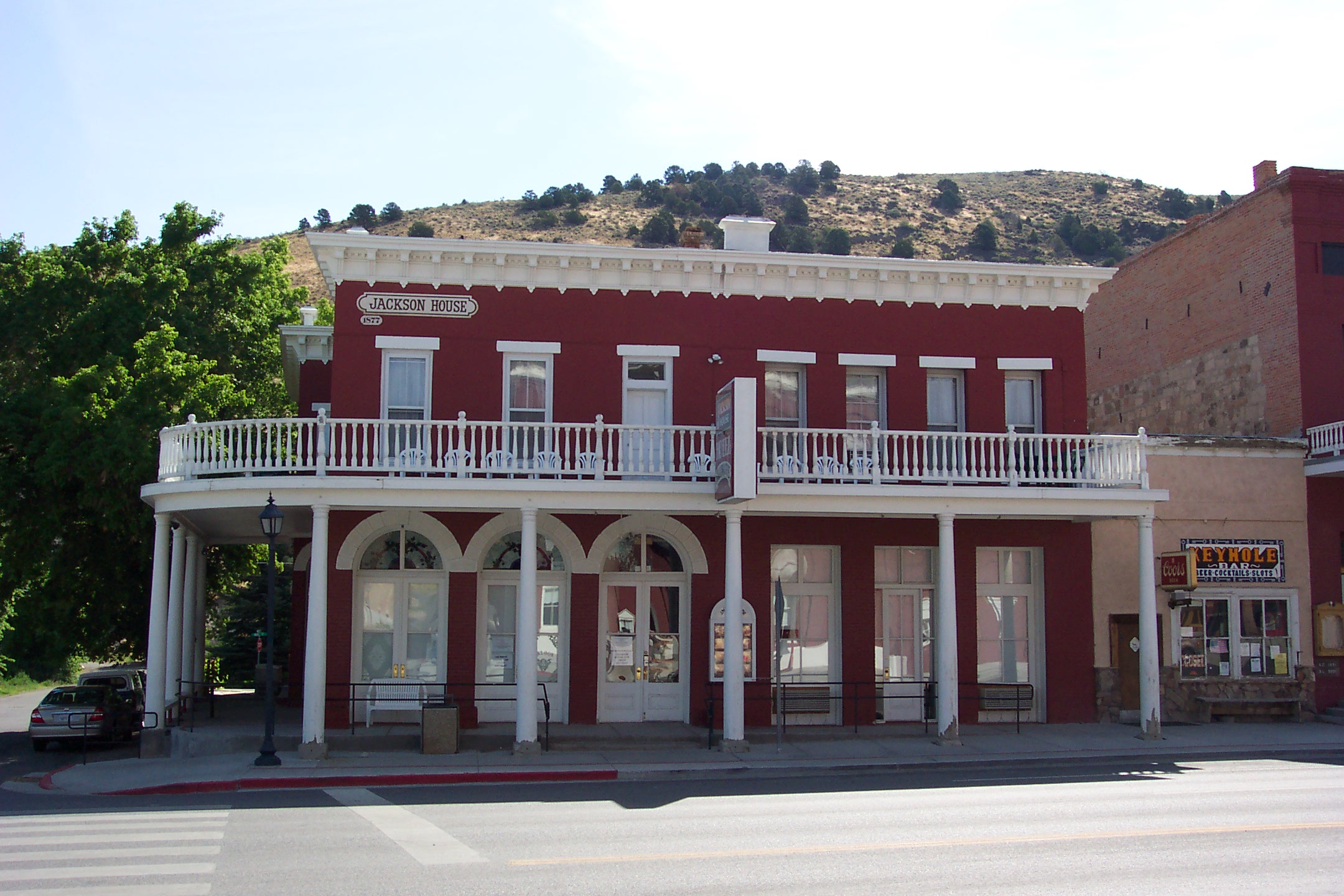
縣治尤里卡

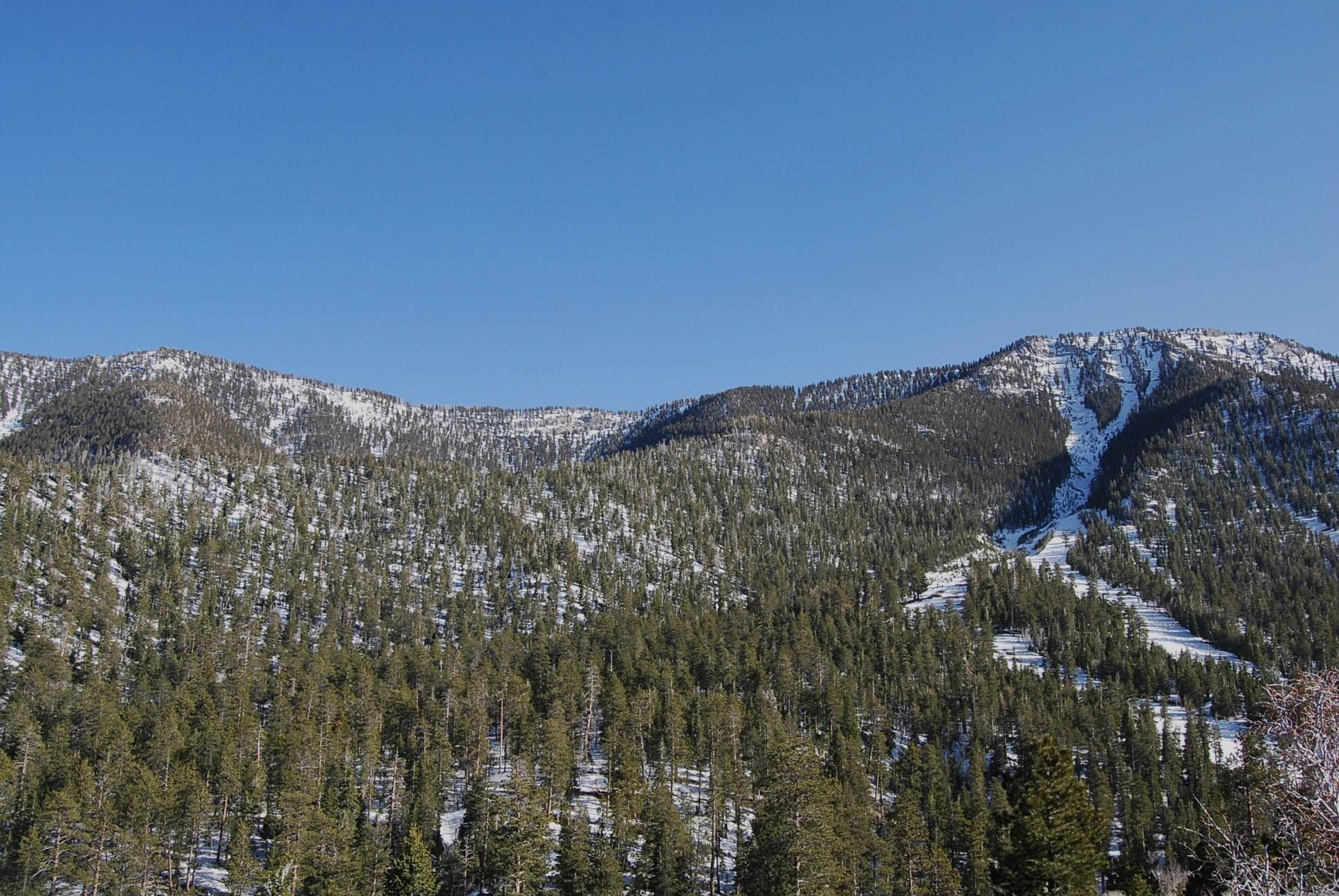
托伊亚比國家森林公園

根據2000年人口普查，尤里卡縣的總面積為4,180平方英里（10,800平方），其中有4,176平方英里（10,820平方），即99.9%為陸地；4平方英里（10平方），即0.1%為水域。本縣既是內華達州面積第11大的縣份，亦是美國面積第100大的縣份。

### 毗鄰縣
尤里卡縣的所有毗鄰縣皆為內華達州的縣份。
- 埃爾科縣：北方
- 白松縣：東方
- 奈縣：南方
- 蘭德縣：西方

### 國家保護區
- 洪堡-托伊亚比国家森林（部分）

## 人口
| 调查年            | 人口  | 备注 | %±     |
| ----------------- | ----- | ---- | ------ |
| 1880              | 7,086 |      | —      |
| 1890              | 3,275 |      | −53.8% |
| 1900              | 1,954 |      | −40.3% |
| 1910              | 1,830 |      | −6.3%  |
| 1920              | 1,350 |      | −26.2% |
| 1930              | 1,333 |      | −1.3%  |
| 1940              | 1,361 |      | 2.1%   |
| 1950              | 896   |      | −34.2% |
| 1960              | 767   |      | −14.4% |
| 1970              | 948   |      | 23.6%  |
| 1980              | 1,198 |      | 26.4%  |
| 1990              | 1,547 |      | 29.1%  |
| 2000              | 1,651 |      | 6.7%   |
| 2010              | 1,987 |      | 20.4%  |
| [ 5 ] [ 6 ] [ 7 ] |       |      |        |

根據2000年人口普查，尤里卡縣擁有1,651居民、666住戶和440家庭。其人口密度為每平方英里0.39居民（每平方公里0.15居民）。本縣擁有1,025間房屋单位，其密度為每平方英里0.25間（每平方公里0.09間）。
在666住户中，有33%擁有一個或以上的兒童（18歲以下）、56.5%為夫妻、5%為單親家庭、33.9%為非家庭、29.1%為獨居、9.9%住戶有同居長者。平均每戶有2.47人，而平均每個家庭則有3.08人。在1,651居民中，有27.8%為18歲以下、5.2%為18至24歲、28.6%為25至44歲、25.9%為45至64歲以及12.4%為65歲以上。人口的年齡中位數為38歲，女子對男子的性別比為100：106.6。成年人的性別比則為100：113.2。
本縣的住戶收入中位數為$41,417，而家庭收入中位數則為$49,438。男性的收入中位數為$45,167，而女性的收入中位數則為$25,000，人均收入為$18,629。約12.6%家庭和8.9%人口在貧窮線以下，包括11.7%兒童（18歲以下）及16.4%長者（65歲以上）。